# Keviczky Hugó
Keviczky Hugó (Nagyhalom, 1879. szeptember 2. – Kisterenye, 1946. április 7.) szobrász, éremszobrász.

## Életútja
Balassagyarmaton járt általános iskolába, ezt követően a zayugróci fafaragó iskolában és a budapesti Iparművészeti Főiskolában képezte magát. Fadrusz János (?) és Strobl Alajos mellett tanult. 1906 augusztusától 1907 februárjáig Pásztor János barátja meghívására Hódmezővásárhelyen dolgozott, ugyanis Pásztor Búcsúzkodás című híres szobrának fából való kivitelezésére kérte fel, s így feleségével együtt hozzá költözött. A szobor, elkészülte után a Szépművészeti Múzeumba, majd a Nemzeti Galériába került. 1921 és 1944 között a Százados úti művésztelepen élt és dolgozott. Az ő munkája több balassagyarmati köztéri szobor, éremportré és dombormű, számtalan első világháborús emlékművet készített országszerte. A Nógrád-Hont vármegyei törvényhatósági bizottságnak, a Hollós Mátyás társaságnak és a Nógrádmegyei Madách Társaságnak is tagja volt.

## Alkotásai

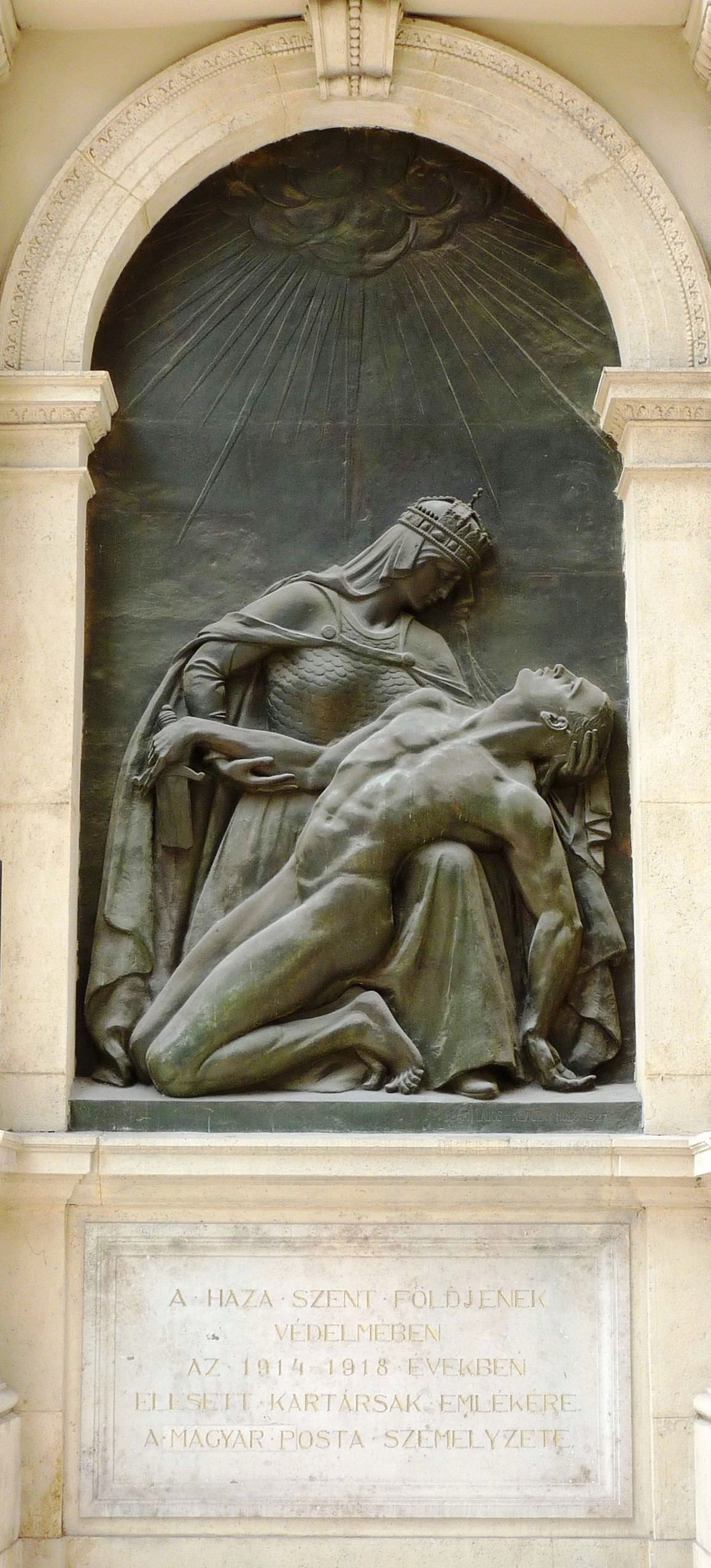
Postás hősök emlékműve, Bp. V. ker., 1927

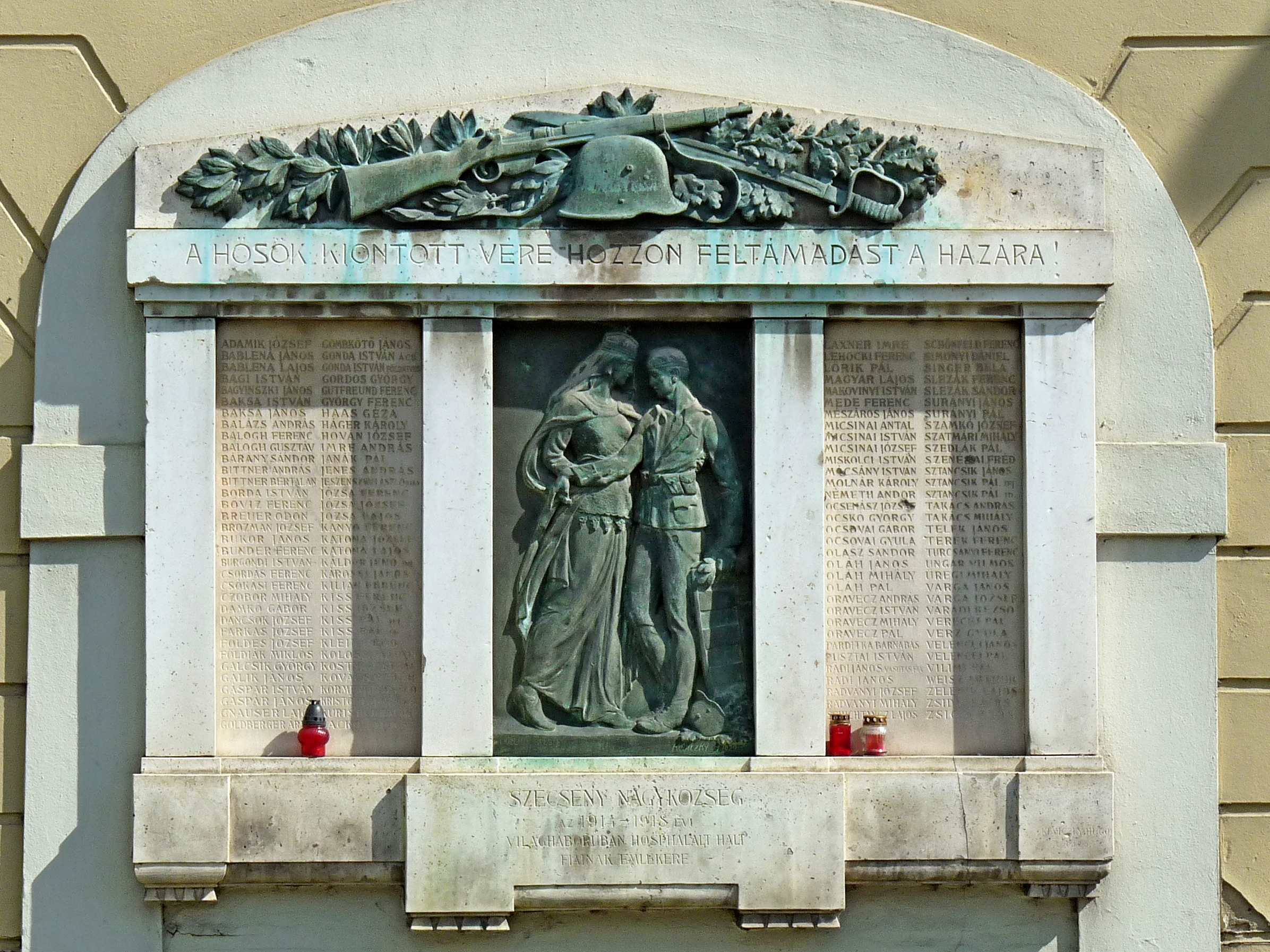
I. világháborús hősi emlékmű, Szécsény, 1930

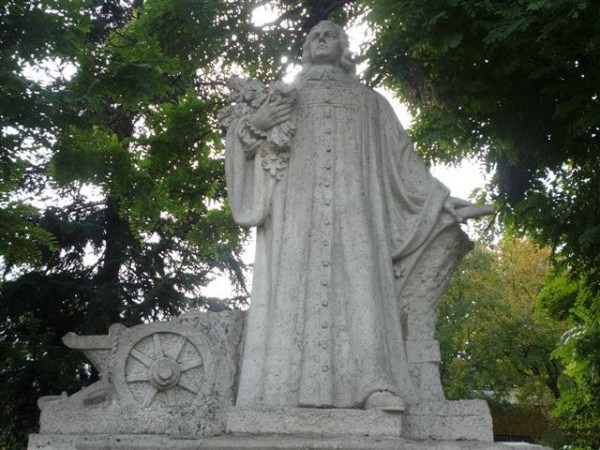
Tessedik Sámuel emlékműve, Szarvas, 1942

- Berán Lajossal közösen az első világháborúban elesett 600 postás emlékműve a Bp. belvárosi egykori főposta Párizsi utcai homlokzatán
- Kiss Árpád Általános Iskola domborművei (Balassagyarmat, 1903)
- Az 1648. évi hősnők és 1848 emlékoszlopa (Balassagyarmat, 1908)
- A csehek kiverésének emléktáblája (Balassagyarmat, 1922)
- I. világháborús emlékmű (Páty, 1924)
- Madách Imre (Balassagyarmat, 1925)
- Mikszáth Kálmán (Balassagyarmat, 1925)
- Benka Gyula-emléktábla (Szarvas, 1926)
- I. világháborús emlékmű (Nagybörzsöny, 1929)
- I. világháborús hősi emlékmű (Szécsény, 1929)
- Bartóky József-emléktábla (Szarvas, 1929)
- Bodor Zsuzsanna domborműves emléktáblája (Kecskemét, 1930)
- Hoitsy Pál-emléktábla (Szarvas, 1930)
- Thaly Kálmán-emléktábla (születése centenáriumára, Budapest, 1930)
- Szabolcska Mihály-emléktábla (Szarvas, 1931)
- Kisteleki Ede-emléktábla (Szeged, 1933)
- Hősi emlékmű (Balassagyarmat, 1937)
- Dr. Szontagh Tamás-emléktábla (Szarvas, 1937)
- I. és II. világháborús emlékmű (Ludányhalászi, 1938)
- Péterfy Jenő-dombormű (Szeged, 1942)
- Tessedik Sámuel-emléktábla (Albertirsa, 1942)
- I. világháborús emlékmű (Ercsi, 1944)
- Tessedik Sámuel (Szarvas, 1970)
- I. világháborús hősök emléktáblája (Budapest, 2011)